# 伊豆組
二代目伊豆組（いずぐみ）は、福岡県福岡市中央区西中洲5-6に本部を置く暴力団で、指定暴力団・山口組の二次団体である。

## 略史
山口組と道仁会との大規模な暴力団抗争（いわゆる山道抗争）が発生した1980年代には、熊本の稲葉一家とともに山口組九州勢の主力としてこれに参戦。最終的には道仁会の古賀磯次会長が服役を終えて刑務所を出てきた1987年に、伊豆組長が山口組側の代表として抗争終結に合意し手打ちを行った。

## 伊豆組系譜
- 初代：伊豆健児（五代目山口組顧問）
- 二代目：青山千尋（1946年生[2]、六代目山口組舎弟頭[3]→2025年8月 六代目山口組最高顧問[4]）

## 組織図
組長 - 青山千尋（1946年〈昭和21年〉8月21日（78歳）六代目山口組舎弟頭→2025年8月 六代目山口組最高顧問） 
若頭 - 池豊（二代目池組組長）
舎弟頭 - 川上正紀
相談役 - 光安克明（二代目光生会総裁）

## 主な出身者
- 伊豆誠一（伊豆一家総長） - のちに五代目山口組若中[5]
- 金光哲男 - 金光会会長
- 光安克明 - 光生会会長[1]
- 清田隆紀 - 清田会会長[6]
- 一ノ宮 敏彰 - 一道会会長[7]
- 酒井峰吉 - 酒井法子の実父